# Yiğit Uçan
Yiğit Uçan (* 11. Dezember 1987 in Istanbul) ist ein türkischer Schauspieler.

## Leben und Karriere
Uçan wurde am 11. Dezember 1987 in Istanbul geboren. Sein Debüt gab er 2015 in dem Film Filinta 55. Im selben Jahr spielte er in dem Theaterstück Suç ve Ceza mit. Von 2016 bis 2017 war er in der Fernsehserie Muhteşem Yüzyıl: Kösem zu sehen. 2017 bekam er eine Rolle in der Serie Söz. Anschließend trat Uçan 2018 in Mehmetçik Kut'ül-Amare auf. Seit 2019 spielt er in der Serie Kuruluş Osman mit.

## Filmografie
Filme
- 2015: Filinta 55

Serien
- 2016–2017: Muhteşem Yüzyıl: Kösem
- 2017: Söz
- 2018: Mehmetçik Kut'ül-Amare
- seit 2019: Kuruluş Osman

## Theater
- 2015: Suç ve Ceza